# Svilna pot
Svilna pot ali svilna cesta je mreža medsebojno povezanih trgovskih poti Azije (Vzhodne, Južne in Zahodne Azije) z območjem Sredozemlja, Severne, Severozahodne Afrike in Evrope. V zadnjih letih svilna pot spet postaja aktualna.
Junija 2014 je bil Čangan-Tjanšan koridor svilne poti sprejet na seznam Unescove svetovne dediščine.

## Splošno
Trgovske poti s svilo oz. svilna pot niso bile namenjene samo trgovanju s svilo, ampak tudi z drugimi dobrinami. Bile so pomembne za trgovsko in kulturno izmenjavo. Po njih so potovali trgovci, misijonarji, popotniki, vojaki, nomadi in lokalni prebivalci preko 3000 let.
Svilna pot se je raztezala preko 6500 km in je omogočala prevoz trgovskih predmetov, predvsem luksuznih predmetov kot so svila, saten, dragulji, steklovina, prestižnejše tkanine, parfume, sužnje in začimbe. Preko poti so je tudi izmenjevalo znanje, ideje, kultura in bolezni (kuga). Na ta način so v Evropo iz Azije prišla številna pomembna tehnološka odkritja, kot sta papir in smodnik, po nekaterih trditvah pa tudi kompas.
Trgovina prek svilne poti je bila pomemben dejavnik v razvoju velikih civilizacij Kitajske, Indije, antičnega Egipta, Perzije, Arabskega polotoka in antičnega Rima in je bila temelj za moderni svet.
Čeprav svilna pot daje slutiti neskončne karavane, pa je dejansko le malo ljudi potovalo po poti od začetka do konca. Večinoma so trgovsko blago del poti tovorili trgovci in jih nato preprodali na sosednjih trgih.
Obstoječe trgovske poti v osrednji Aziji so bile razširjene okrog 114 pr. n. št. po odloku dinastije Han. V dobi srednjega veka je pomembnost teh poti upadla na račun pomorskega prometa.

## Etimologija
Prva oseba, ki je uporabila pojem Seidenstraße (dobesedno »svilena cesta«) je bil nemški geograf Ferdinand von Richthofen leta 1877. Ime svilna pot izvira iz dobičkonosne trgovine s kitajsko svilo, glavni razlog za povezavo različnih trgovskih poti v obsežno interkontinentalno mrežo.

## Pomembnost
Po svilni poti niso prenašali le blago kot so začimbe, svila, steklo in porcelan, s trgovino se je širila tudi religija in kultura. Tako je budizem prišel prek svilne poti na Kitajsko in Japonsko ter tam postal prevladujoča religija. Tudi krščanstvo je prišlo prek svilne poti na Kitajsko. Znanje izdelovanja papirja in smodnika je prišlo v arabske države in od tam kasneje v Evropo.

## Trgovsko blago
Svila je bila za Zahod verjetno najbolj nenavadna dobrina, ki je potovala po svilni poti. Ta material je dal poti tudi svoje ime. Vendar pa ta pojem izkrivlja resnico o trgovini, saj je bilo še veliko drugih dobrin preneseno po njej. Karavane so prenašale v smeri Kitajske med drugim zlato, drage kamne in zlasti steklo, zato so raziskovalci poudarjali, da bi se svilna pot lahko imenovala tudi »steklena pot«. V smeri proti Evropi so razen svile tovorili predvsem krzno, keramiko, porcelan, žad, bron, lošč in železo. Mnogi od teh proizvodov so bili izmenjani na poti, večkrat prešli iz rok v roke in pridobili na vrednosti, preden so dosegli končni cilj.
Poleg svile so bile v takratnem času pomembno trgovsko blago iz jugovzhodne Azije predvsem začimbe. Niso jih uporabljali le kot začimbe in arome ampak tudi kot mamila, anestetike, afrodiziak, za izdelavo parfumov in za »čarobne napoje«.
Kljub vsemu pa je bil najbolj želen kitajski izdelek svila. Razvoj tkanja svile pripisujejo Kitajski že od 2. tisočletja pred našim štetjem. Proizvodnja velikih količin za izvoz, skupaj z usposabljanjem izdelovalcev svile, je nastala šele na koncu obdobja vojskujočih se držav v 3. stoletju pred našim štetjem (Čas med letoma 475 in 221 pred našim štetjem, je bilo v kitajski zgodovini obdobje vojskujočih se držav). Najstarejše najdbe kitajske svile v Evropi so bile iz keltskega knežjega groba v Heuneburgu (Sigmaringen) iz 6. stoletja pred našim štetjem.
V Rimskem cesarstvu so veljali za luksuzne artikle izdelki iz škrlata in stekla. Le najbogatejši so si lahko privoščili skromne količine teh dragocenih izdelkov. V času Pax Augusta, kot tudi na zahodnem koncu svilne poti je rimski višji sloj bolj cenil svilo, začimbe in dragulje. Čeprav so pod cesarjem Justinijanom I. v pozni antiki končno uspeli vzpostaviti svojo proizvodnjo svile s pomočjo pretihotapljenih gosenic, je bil še vedno zelo pomemben uvoz iz Kitajske.

## Organizacija trgovanja
Glavna težava na trgovskih poteh je bila varnost. Iz Kitajske do Egipta so roparji napadali karavane na ožjih delih poti, kjer so lažje prišli do plena. Zato je kitajski imperij svoje karavane opremil s posebnim spremstvom in podaljševal Kitajski zid proti zahodu.
Organizacija trans-kontinentalne trgovine je bila zahtevna in težka. Nešteto živali, številni pastirji z živino in tone trgovskega blaga se je morala preseliti. Ljudem in živalim so morali zagotoviti pogoje na dolgo pot v težkih geografskih in podnebnih razmerah. Trgovci niso prepotovali celotne poti za prodajo svojih izdelkov sami. Trgovina je tekla preko več posrednikov. Zahodni konec svilne poti so dolgo nadzorovali Parti in kasneje Sasanidi, v Srednji Aziji pa zlasti nomadska plemena.
V srednjem veku so te trgovske poti obvladovali judovski Radaniti, judovski trgovci, ki so od 8. do 11. stoletja skrbeli za trgovino med vojskujočimi krščanskimi zahodnimi državami, islamskim svetom in drugimi (Indijo in Kitajsko). S tem so prispevali h gospodarskemu razcvetu na Zahodu, ki je po razpadu Zahodnega Rimskega cesarstva močno nazadovalo. Za trgovske poti so uporabljali v starih časih znane poti.
Razen skozi oaze, je bila Svilna pot speljana preko vojaških postojank, kjer so prečkali meje in zamenjali konje in so varovale prehod prometa.
Velik pomen pri transportu so imele dvogrbe ali baktrijske kamele, ki so bile razširjene v Srednji Aziji. Bile so bolj odporne na vročino kot dromedarji (enogrba kamela)), imele so zimsko dlako, tako da so bile dobro prilagojene na tipično celinsko podnebje, ekstremna temperaturna nihanja v stepah in v gorskih regijah z velikimi višinskimi razlikami.

## Kulturni in tehnološki prenos
Prenos tehnoloških dosežkov, kulturnih dobrin in ideologij se je zgodil nenačrtovano in z dolgoročno blagovno menjavo. Potovanja na dolge razdalje vseh vrst, bodisi zaradi komercialnih, političnih, diplomatskih ali misijonskih razlogov, so spodbudila kulturno izmenjavo med različnimi družbami. Pesmi, zgodbe, verske ideje, filozofski pogledi in znanstveno znanje je krožilo med popotniki.
Poleg tega je potekala izmenjava prehrambenih artiklov in tako so se uvedla nova živila.
Prek svilne poti se je iz Azije na zahod razširila tehnika izdelave papirja in tiska, razni kemični procesi, kot so destilacija in proizvodnja smodnika, kakor tudi bolj učinkovita jahalna oprema.

## Širjenje religij
Posebej dolgoročen je bil prenos religij. Budizem je prišel po severni poti iz Indije do Kitajske in Japonske. Nekateri izmed prvih opisov svilne poti prihajajo od kitajskih romarjev, ki so potovali v Indijo, v osrčje budizma.
Mongoli in turškimi narodi so prvotno častili boga neba Tengrija, v Iranu in med Parti je prevladovalo zaratustrstvo, medtem ko je v Sogdiani prevladovalo ljudsko prepričanje.
Krščanstvo je bilo v Mali Aziji in Iranu prisotno že zgodaj. V 5. stoletju je Sasanidsko cesarstvo oblikovalo Vzhodno sirsko Cerkev (imenovano tudi kaldejski obred) in priznavalo nestorijansko doktrino. V tem času se je nestorijanstvo iz območja vzhodnega Irana širil v Sogdiano in Baktrijo. V 8. stoletju je dosegel Samarkand. V področje Tarimske kotline je prišel prvi val misijonov v 8. in drugič v 11. stoletju. V »državi Sedmih rek« (področje danes delno v Kazahstanu, južna in jugovzhodna obmejna območja v Kirgizistanu in kitajski avtonomni regiji Šindžjang Ujgur je bilo v 9. - 14. stoletju zgrajenih veliko nestorijanskih nagrobnikov. Verniki so dosegli prestolnico Kitajske Šjan v letu 781, kot je dokumentirano na najdeni steli. Kitajski edikt iz leta 845 je zavrnil vse druge religije in uvedel nestorijanstvo do 10. stoletja. S prihodom Mongolov je doživel drugo zlato dobo, nato pa izginil iz Kitajske v 14. stoletju. Med turškimi ljudstvi je prevladoval do 14. stoletja, ko ga je izkoreninil islam.
Manihejstvo je nastalo leta 240 n. št. v Mezopotamiji in se hitro razširilo v Perzijo in v vzhodne sosednje nižine Turana, kjer pa ni moglo prevladati nad zaratustrstvom. Prevladalo je v Turpanu, Mervu in pri Partih. V trgovskih kolonijah Sogdiane, kot tudi na Kitajskem, so se nestorijancem in budistom pridružili številni manihejci v 7. stoletju. Znano je, da so vladarji ujgurskega stepskega imperija in v kraljevini Kočo v letu 762 močno podpirali manihejstvo poleg budizma. V Dunhuangu je manihejstvo izginilo v 11. stoletju, v Turpanu so ga gojili Mongoli do 13. stoletja.
Budizem je bil razvit v indijsko-iranskem obmejnem območju, v Gandhari in Kushanu, pod vplivom helenističnega jezika in s človeško podobo Bude. Kaniška I., kralj Kušanskega cesarstva, je bil v letih 232-260 n. št. iz političnih razlogov pokrovitelj budizma v osrednji regiji svilne poti, ta vera je prevladala v 3. in 4. stoletju v Sogdiani. Na Kitajsko je budizem prispel prvič v 1. stoletju in se okrepil v času dinastije Severni Wei v 4. in 5. stoletju, na široko pa se je razmahnil do 7. stoletja. V vzhodnem in zahodnem Turkestanu je budizem upadel zaradi širjenja islama, v območju Tarima pa v 15. stoletju. V Dunhuangu in na Kitajskem  je ostal nedotaknjen.
V mnogih krajih ob svilni poti so navedene tri religije trajale dalj časa in bolj ali manj mirno sobivale.
Po smrti Mohameda leta 632 n. št. se je islam širil in kmalu je bil zahodni del svilne poti in z njim trans-azijska trgovina pod nadzorom islamskih držav. Po osvojitvi Perzijskega cesarstva v letu 642, se širitev proti vzhodu nadaljuje. Islam se je razširil najprej v urbanih središčih vzdolž svilne poti, kasneje pa še na podeželju. V Srednji Aziji in na Kitajskem so se pojavile muslimanske skupnosti brez osvajanja in nasilja. Pod Timur Lenkom je bil islam v 14. stoletju spet širjen z nasiljem.
Prvotna zamisel Mongolov je bila širjenje tengrizma, vendar je potem, ko je Kublajkan v 13. stoletju prišel v vedno večji kulturni stik s Kitajsko, budizem pridobil več privržencev. Plemena priseljena v osrednjo Azijo in ki so deloma sprejela turški jezik, so se spreobrnila v islam v 14. stoletju.

## Širjenje bolezni
Tako kot versko prepričanje ali kulturna dediščina, so se vzdolž svilne poti širile tudi bolezni in okužbe. Potniki in trgovci so pomagali povzročitelje širiti prek njihovega območja izvora in s tem povečali napadene populacije, ki niso imele podedovane niti pridobljene imunosti proti boleznim, ki so jih prenašali. Tako so nastale epidemije, ki bi lahko privedle do dramatičnih posledic.
V Evropi najbolj znan in z največ posledicami je primer širjenja kuge v 14. stoletju. Po hipotezi avtorja Williama Bernsteina, naj bi invazija Mongolov v 13. stoletju in neposredni trgovinski stiki med Evropo in Azijo prinesli kugo v Evropo. V Evropo so zanesli tudi bakterije, ki so se pojavljale predvsem pri divjih populacijah glodavcev v Aziji. Več trgovskih ladij iz Kaffe (danes Feodossija) na Krimskem polotoku, je kugo v Srednjo Evropo prineslo okoli leta 1348. Predvsem prevoz krzna je nudil ugodno okolje za njeno hitro širjenje. Nejasno je, da kuga na Kitajskem in v Indiji ni zahtevala primerljivo število smrtnih žrtev. Podobno gosto naseljena Indija v 14. stoletju, kamor je prišla kuga, ni povzročila tako množičnega umiranja prebivalstva kot v Evropi, v precej bolj gosto poseljeni Kitajski je več ljudi umrlo od lakote in vojn proti Mongolom kot od kuge. Ni zgodovinskih zapisov o pandemiji kuge, ki bi bila primerljiva z Evropo.

## Razvejanost svilne poti
Svilna pot je bila vse prej kot cesta v naravi. Segala je od Sredozemlja do Kitajskih sušnih območij in puščav, ki so eden najbolj neprijaznih delov Zemlje, tekla je skozi požgane, brezvodne države in povezovala oaze med seboj. Mezopotamija, Iransko višavje, Turansko nižavje so se znašli ob poti. Ko je dosegla Tarimsko kotlino s puščavo Takla Makan, je bila obdana z najvišjimi gorovji na Zemlji: na severu Tjanšan ('Nebeško gorovje'), na zahodu Pamir, na jugozahodu Karakorum in južno gorovje Kunlun. Samo nekaj do 5000 m visokih, z ledom pokritih prelazov, je bilo povezanih z globokimi soteskami, ki jih je bilo treba premagati in so sodile med najtežje prehodne na svetu. Podnebje je bilo ostro: poleti so bile pogoste peščene nevihte, temperature so narastle na okoli 40 °C, pozimi pa padle pogosto pod -20 °C.
Predvsem zaradi geografske oblikovanosti terena, je bilo nekaj stalnih prometnih in trgovskih poti, v mnogih drugih krajih pa je bilo alternativnih poti več.

### Glavna pot
V večini primerov se ime svilna pot nanaša na smer, ki je opisana v nadaljevanju. Imela je nekaj vej in je bila razdeljena zaradi svoje dolžine v zahodni, osrednji in vzhodni del.
Srce svilne poti, včasih imenovana osrednja svilna pot, se je raztezala od vzhodne iranske planote in mesta Merv na zahodu, do puščave Gobi in mesta Dunhuang na vzhodu in južnega dela v Kašmirju in Pešavarju. Združevala je tri najpomembnejša azijska kulturna področja: Iran, Indijo in Kitajsko. Za države je značilna puščava z oazami, s starodavnimi mesti v Kazaški stepi na zahodu in mongolski stepi na vzhodu in visokogorje. Glavna pot je bila razdeljena na več krakov.
Od kraja Merv proti Buhari je prečkala reko Oxus (danes Amu Darja) in dosegla preko Samarkanda reko Jaxartes (danes Sir Darja), ki namaka Fergansko dolino. Od Samarkanda je šla severovzhodna veja do Taškenta, ki leži severno od pogorja Tjanšan, čez Kašgar in Bešbalik (v Urumčiju) in čez Turpan, Hami, (Guidžov danes), kjer se je združila v Anšiju z glavno vejo.
Iz Samarkanda je glavna pot sledila povirju Jaxartesa (Sir Darja) preko Kokanda in Andijona, prestopila gorovje Tjanšan in prišla do Kašija (Kašgar) v Tarimski kotlini.
Pot je od tu dalje potekala v puščavi Takla Makan v Tarimski kotlini in se lahko nadaljevala na sever ali na jug puščave. Ob južnem robu je potekala čez Jarkant, Khotan (Hotan), Jutian, Kiemo, Kerijo, Nidžo, Miran in Čarkilik dokler ni dosegla Dunhuanga. Od 2. stoletja dalje, ko se je spremenilo podnebje in je regiji prineslo več vode, je bila to običajna pot.
Kasneje so se oaze na južnem robu osušile in od 5. stoletja dalje je pot potekala ob severnem robu: od Kašija (Kašgar) je šla čez Tumšuk (Tumxuk), Aksu, Kuča (Kuqa), Karašar, Korla, Loulan in končno dosegla tudi Dunhuang.
Od Kuča (Kuqa) je potekala še ena veja proti severovzhodu do Turpana (Turfan) in nato kot severovzhodna prej opisana veja. Poleg tega je bila s potmi povezana tudi 'država Sedmih rek'.
Da bi prišli do Indije je bilo treba prečkati zelo visoke gore. Iz kraja Merv, ob zgornjem toku reke Oxus (Amu Darja) skozi Baktrijo (zdaj Balh) do prelaza Kiber, prečkanje teh vrhov in vstop v severozahodno indijsko pokrajino Gandara s kraji Begram, Kapis in Pešavar.
Od 3. stoletja je bila uporabljena tudi drugačna pot: iz doline zgornjega Inda preko dolin Gilgit in Hunza, je prečkala območje Karakoruma in v Kašiju (Kašgar) dosegla Tarimsko kotlino. Ta pot ustreza poteku današnje Karakorumske avtoceste zgrajene leta 1960.
Vzhodni del svilne poti je peljal dalje do večjih mest na Kitajskem. Ta je vodila od Dunhuanga vzhodno od Anšija (zdaj Guidžov), po Gansu ali Heši koridorju skozi Džjadžuguan (do tu je bil zgrajen Veliki kitajski zid za zaščito trgovske poti), Džangje (Zhangye) in Vuvei do Landžova (Lanzhou), potem pa Tjanšui in Baoji do Čanga. Od tam je šla na severovzhod v Peking ali vzhodno do Nankinga.
Zahodni del svilne poti je tekel proti zahodu in vodil do pristaniških mest v Sredozemlju. Potekal je od Merva do krajev Mašhad, Damghan, Teheran, Ekbatan (danes Hamadan) in Bagdad do Palmire. Od tam na severozahod čez Alep in Tir v Antiohijo in Konstantinopel ali jugozahodno čez Damask in Gazo v Kairo in Aleksandrijo.

### Druge poti
Večje trgovske poti v Aziji v 1. stoletju, ki so potekale pod oznako svilna pot ob glavni smeri so:
- Iz doline zgornjega Inda do pristanišča Deb na izlivu Inda. Od tam z ladjami v deželo dveh rek ali okoli Arabskega polotoka v Egipt;
- varianta prejšnje poti, vendar tokrat na pristanišče Barygaza (Bharuch) z nadaljevanjem proti vzhodu v zaliv Khambhat;
- Od Samarkanda ob reki Jaxartes (Sir Darja), preko Kazaške stepe in depresije Kaspijskega jezera na Krim in Črno morje;[18]
- Razširitev kitajskih mest v Korejo in na Japonsko;[19]
- Od kitajskih pristaniških mest z ladjo ob obali skozi Melaški preliv s pristanišči na vzhodne obale Indije, ob Indijskem polotoku okrog na indijsko zahodno obalo. Od tam v Perzijski zaliv in v Mezopotamijo ali Rdeče morje in Egipt ali v Palestino;
- Na jugozahodu kitajske province Sečuan in Junan prek Burme v Bengalijo v mesta v delti reke Ganges in Brahmaputra;
- Iz Kitajske do Tibeta in v Bengalijo;
- Nepovezan del poti z vzhodnim Pamirjem; danes Pamirska cesta, ki je bila zgrajena leta 1930.

## Zgodovina
Najstarejša poročila o poteku svilne poti izhajajo iz grške in rimske antike. Herodot je okoli leta 430 pred našim štetjem pisal o krajih na trasi z imeni, kot so jih uporabljali lokalni prebivalci. Potem ko je bil njegov opis poti iz ust ljudi ob reki Don končan, je nadaljeval najprej na sever in na vzhod na področje Partov in dalje po karavanski poti severno od Tjanšana v zahodno kitajsko provinco Gansu.
Povezave med notranjimi azijskimi območji, kot tudi med Kitajsko in Evropo so obstajale že od nekdaj, vsaj od zgodnje bronaste dobe dalje. Bile so med drugim temelj za izmenjavo znanja o pridobivanju in predelavi kovin, kot tudi izmenjavo blaga ter omogočile diplomatske stike in spoznavanje kulture drug drugega. Ti stiki niso bili nepretrgani, potekali so predvsem prek posrednikov in so bili večkrat prekinjeni za daljša obdobja, v katerih so bili trgovina, promet in izmenjava informacij onemogočeni.

### Zgodnje obdobje
Na Zahodu sta perzijski in imperij Aleksandra Velikega podprla razvoj neprekinjenih trgovskih poti.
V 5. stoletju pred našim štetjem je perzijski kralj Darej I. zgradil 2699 km dolgo Perzijsko Kraljevsko cesto, ki je na vzhodnem delu sledila svilni poti.
Aleksander Veliki je do leta 323 pred našim štetjem zgradil imperij med Sredozemljem in Baktrijo ter Fergansko dolino in indijsko Taxila pod eno upravo.
V času obeh imperijev so spodbujali trgovino in izmenjavo med vzhodom in zahodom.
Naslednji imperij Selevkidov in grško-baktrijsko kraljestvo (oba 3. - 2. stoletje pred našim štetjem) in tudi sicer helenizem, so bili učinkoviti v Srednji Aziji in so prispevali k razvoju zahodnega dela svilne poti.
Ključni politični pogoj za popolno odprtje vzhodnega dela svilne poti pa je bila širitev kitajske proti zahodu. V času vladarja Vudija (141-87 pr. n. št.) se je cesarstvo Han skoraj podvojilo. Na obmejne grožnje se je odzvalo z osvojitvijo sovražnikovega ozemlja. Njihova vojska je prodrla daleč na sever, jug in zahod in zavzela številne sosednje države. Po zmagi nad Šjongnujem je končno prevzela nadzor nad Srednjo Azijo.
Vudijevi vojaki so v Pamirju in Ferganski dolini odprli trgovske poti med Kitajsko in Zahodom.

### Vrhunec
V naslednjih letih se je trgovina vzdolž svilne poti razcvetela in poplavila glavno mesto cesarstva Han z zahodnimi popotniki in luksuznimi dobrinami.
Parti so bili leta 141 pred našim štetjem na vrhuncu svoje moči. Pod partskim kraljem Mithridatesom II. (124/123-88/87 pr. n. št.) je bila leta 115 pr. n. št. uspešno odprta svilna pot: delegacija kitajskega cesarja Vudija je izrazila svoje spoštovanje.
Medtem ko je bil vzhodni del relativno varen, so se začeli okoli leta 55 pr. n. št. boji med Rimljani in Parti, ki so se prenehali šele z rimskim cesarjem Avgustom v letu 20 pred našim štetjem. Kasneje je trgovina z Daljnim vzhodom ponovno oživela.
V pozni antiki je bila trgovina med Vzhodnim Rimom/Bizancem in novim perzijskim Sasanidskim cesarstvom, zaradi rimsko-perzijskih vojn v 3. do 7. stoletju močno ovirana, a ni nikoli povsem razpadla. Del trgovine med Vzhodom in Zahodom je bila mogoča po alternativnih poteh na Arabskem polotoku.
V nadaljevanju so navedeni nekateri narodi Srednje Azije, ki so bili deležni manj pozornosti:
- Ljudstvo Šaka se je pojavilo v 1. stoletju pred našim štetjem v severni Indiji in so v 10. stoletju oblikovali kraljestvo v Tarimski kotlini.
- Juedži, ki jih včasih označujejo kot Točariansi, indoevropska skupina na območju kitajske province Gansu, so ustvarili imperij konec 7. stoletja.
- Heftaliti, znani tudi kot Beli Huni, pleme, ki je živelo severno od Velikega zidu in so se imenovali tudi Hoa ali Hoa-tun, so imeli državo v 5. in 6. stoletju.
- Sogdija je bila satrapija Ahemenidskega cesarstva na ozemlju zahodnega Uzbekistana in delu Kazahstana, ki je v 2. do 11. stoletju ustvarjala kulturno življenje v mestih v oazah.
- nomadsko ljudstvo Šjongnu je imelo konfederacijo nomadskih plemen na območju province Gansu in Mongolije v 2. stoletju in se je končala leta 48, potem pa so se naselili na planoti Ordos v Notranji Mongoliji.
- nomadsko ljudstvo Rouran: zgradili so imperij leta 400, ki je ležal v Tarimski kotlini in je trajal do leta 552.
- prvotno nomadsko ljudstvo Tuoba je ustanovil dinastijo Severni Vei vladalo v 5. in 6. stoletju na območju med Severno Kitajsko, kotlino Tarim in  v mongolskih stepah.
- Budistični Tibetanci so zasedli Gansu v 8. stoletju
- Budistični in s Tibetanci povezani Tanguti (ali Šišia), potomci ljudstva Tuoba, so se razširili v 10. stoletju, njihovo kraljestvo je bilo tudi v Gansuju. Leta 1227 so to kraljestvo uničili Mongoli.

Še en vrhunec je svilna pot doživela v 7. stoletju, v času dinastije Tang, ki je nadomestila Perzijce kot prevladujočo moč nad svilno potjo. Drugi cesar Taizong je prenesel velik del Srednje Azije in Tarimsko kotlino pod svoj nadzor.
Po arabskih osvajanjih v 7. stoletje, je Bizantinsko cesarstvo v 10. do 11. stoletju znova začasno zavarovalo dostop do svilne poti in ostalo glavno vozlišče za vzhodno blago.
Po obdobju dinastije Tang, 5. dinastije iz leta 907, so postale trgovske poti vedno bolj negotove in trgovina vzdolž svilne poti se je zmanjšala.
S širjenjem mongolskega imperija v 13. stoletju, se je začela era pogostih in razširjenih kontaktov. Ko so ustvarili v svojih novih deželah red in stabilnost, so Mongoli začeli trgovati s tujci. Bili so gostoljubni do tujih potnikov, tudi če njihovi vladarji niso priljubljeni. Pax Mongolica je bil čas, v katerem se je močno povečala izmenjava blaga in ljudi, vendar ni nikoli dosegla tiste iz obdobja dinastije Tang.
Že leta 1262 se je začel propad velikega Mongolskega cesarstva. Samo v prvih treh generacijah po Džingiskanu so bili sposobni držati skupaj imperij in ga nadalje širiti. Po Mongke Kanu nastopi enotna država v modernem smislu kot skupnost Čagatajskega kanata (do 1565), Ilkanat (do 1507), Zlata horda (do 1502) in dinastije Juan (do leta 1387 - le od leta 1368, prej Kitajska). Čeprav je imelo Mongolsko cesarstvo Velikega Kana, ta ni bil vedno priznan od vseh kanatov. Zadnji Veliki kan, ki je dejansko vodil celoten imperij, je bil Timur Kan (do 1307). Potem so prišli še drugi Veliki Kani, zlasti Toqa Timur, vendar se je politična usoda mongolskega imperija nagnila v veliki meri k decentralizaciji. Od leta 1307 dalje je bilo Mongolsko cesarstvo bolj podobno konfederaciji Svetega rimskega cesarstva kot pa enotnemu vodenju. Kljub pomanjkanju politične enotnosti, pa je bila kohezija še vedno jasno vidna tudi po letu 1307. To je razvidno iz kodeksa Jasa (Örtöö in Paiza) in skupne umetniške in kulturne dediščine, zlasti pisne in v jeziku, ki se kaže v kodificiranem zakonu.
V letih 1273-1274 je Marco Polo uporabil svilno pot za svoje potovanje na Kitajsko. Poleg njegovih potnih poročil obstajajo tudi druga podobna poročila, na primer Ystoria Mongalorum Johannesa de Plano Carpinija in podobnega William Rubruka.

### Zaton
Zaton svilne poti se je začel z dinastijo Song, ki je dala prednost povečanju kitajske pomorske trgovine, pojavu novih trgov v jugovzhodni Aziji in visoke carine Arabcev.
Po morju so odpadle nevarnosti na dolgi poti in davščine posrednikov. Svilna pot je izgubljala v času globalne širitve evropskih pomorskih sil v zgodnji moderni dobi. Trgovina vzdolž svilne poti je bila nadomeščena z džunkami, ladjami, ki so jih kitajski trgovci vozili v Indijo in Arabijo. V obdobju dinastije Song so bili Evropejci zelo omejeni v svoji trgovini na Kitajskem. Do leta 1514 so portugalski pomorščaki dosegli Kitajsko in hitro se je začel živahen promet, ki ga je kasneje nadaljevala Španija. Sredi 16. stoletja je bila Španija glavni evropski kolonizator v Novem svetu. Velik del plemenitih kovin je bil pripeljan na Kitajsko, s katerimi so kupovali blago za Evropo. Trgovske družbe so svilno pot zamenjale z ladjami, ki so povezovale mesta vzhodni Aziji in prevažale luksuzne in umetniške predmete za evropsko aristokracijo.

## Odkritja
Leta 1878 so se začela odkrivanja v osrednjem območju svilne poti. Med drugimi raziskovalci so bili tudi Sven Hedin, Albert Grünwedel, Albert von Le Coq in Aurel Stein. V naslednjih letih so odkrili in kartirali številne ruševine in v nemške, ruske in angleške muzeje prinesli številne rokopise in druge najdbe. Po koncu 2. svetovne vojne je z raziskovanjem začela Kitajska na delu poti, ki leži na njenem ozemlju.

## Svilna pot danes

### Turizem
Danes ima svilna pot precej romantično in pustolovsko vlogo. S pomočjo knjig je bil orientalski misticizem poti približan Zahodu in opis potovanja Marca Pola je pripomogel k večjemu številu turistov v te oddaljene regije.
Kitajska je hitro prepoznala turistični potencial in odprla svoja vrata za tuje potnike v poznih 1970-ih. To je pomagalo, da so številne znamenitosti in kulturne relikvije vzdolž svilne poti obnovili in uradno zaščitili kot spomenike. Poleg tega so se razmahnila arheološka izkopavanja. Vzdolž puščave Takla Makan so našli v glavnem ruševine in ostanke jam. Vendar pa glavne atrakcije ob svilni poti še vedno stojijo, vključno z načinom življenja. Mnogi turisti prihajajo iz vsega sveta.
Potovanje na področju puščave Takla Makan je tudi danes zelo težko.
Zadnji odsek železniške proge vzdolž svilne poti je bil zaključen leta 1992, ko je bila odprta mednarodna linija Almati - Urumči. Še vedno pa ni mogoče priti z vlakom po vseh delih svilne poti ali pa so časovno neusklajeni.

### Tihotapljenje
Nekdanja svilna pot je zdaj znana kot heroinska avtocesta, saj služi tihotapljenju drog, predvsem opija in heroina iz Afganistana v Evropo, Kitajsko in Rusijo, kot tudi za prevoz anhidrida ocetne kisline za proizvodnjo heroina iz Evrope v Afganistan. Tadžikistan na primer, proizvede okoli 700 ton heroina, ki se vsako leto pretihotapi, zasežejo pa le malenkost različnih drog. Tihotapski tovornjaki se tukaj ne razlikujejo od NATO-vih, zato je prevažanje praktično neovirano. V Kirgizistanu je del svilne poti predmet čezmejnega spora (2011).

### Širitev cest
Nedavno je svilna pot spet postala pomembna. Gradnja cest, ki se je po odkritju velikih zalog nafte pospešila, je olajšala dostop do neprijaznih območjih in regija je postala industrializirana. Trgovske poti so se ponovno odprle, kar je ne nazadnje pomembno za razvoj turizma. Širitev omrežja daljinskih cest je v zadnjem času pospešeno s podporo Projectu 32 azijskih držav in Združenih narodov (ESCAP). Od leta 2005 je že investirano v obnovo in širitev mreže poti 26 milijard USD.
Od leta 1990 obstaja 10.870 km dolga železniška povezava, ki povezuje Rotterdam v Evropi z vzhodno kitajskim pristaniškim mestom Lianjungang v provinci Džjangsu.
Pod imenom Trans - Eurasia Express obstoja od leta 2008 komercialna tovorna linija med Kitajsko in Nemčijo.
Od leta 2011 zapusti podjetje Hewlett-Packard v poletnih mesecih od enega do trije vlaki na teden polni prenosnih računalnikov in dodatne opreme. Zapakirani v zatesnjenih kontejnerjih se blago prevaža v treh tednih od proizvodnih obratov v Čongčing v Kazahstanu, Rusiji, Belorusiji in Poljski v Duisburg v Nemčiji. Kontejnerje morajo pretovoriti v Dostyku v Kazahstanu in na Poljskem zaradi različnih širin železniških tirov. Carinjenje je bilo poenostavljeno z januarjem 2012, ko je v celoti začela veljati carinska unija med Belorusijo, Kazahstanom in Rusijo. V zimi 2013/2014 bodo vlaki vozili tudi med hladno sezono. Od junija 2013 vozijo na tej relaciji tudi vlaki DHL.

## Geostrateški vidik
Ob razpadu Sovjetske zveze in vzponu Kitajske so odročna območja ob svilni poti pridobila več pozornosti javnosti. Ta območja so:
- zahodna provinca Kitajske, Šindžjang
- Afganistan
- sever Indije s Kašmirjem in tudi severni deli Pakistana
- Tadžikistan
- Kirgizistan
- Uzbekistan
- Turkmenistan
- (nekdanja) provinca Horasan v severovzhodnem Iranu

V regiji je kopica nerešenih zadev, ki sprožajo pogosto krvave spopade. Tu so še etnični konflikti in islamske težnje, kot tudi poskusi Rusije, Kitajske in ZDA, da bi spet pridobile vpliv.
Težnje vseh treh velikih sil in islamizem si nasprotujejo.
Leta 1999 so ZDA sprejele tako imenovano »Strategijo svilne poti« v Srednji Aziji. 22. septembra 2011 je bila ustanovljena, v okviru podpore Afganistanu, pobuda 30 držav in organizacij imenovana »Nova svilna pot«. Njihov cilj je: "Kako naj Afganistan postane regionalno vozlišče med Srednjo in Južno Azijo in Bližnjim vzhodom.